# Baron Gisborough

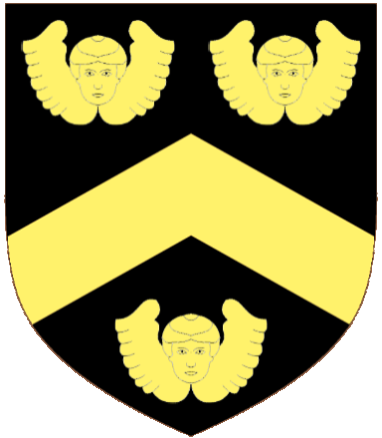
Wappen der Barone Gisborough

Baron Gisborough, of Cleveland in the County of York, ist ein erblicher britischer Adelstitel in der Peerage of the United Kingdom.
Familiensitz der Barone ist Gisborough House in Guisborough, North Yorkshire.

## Verleihung
Der Titel wurde am 23. Juni 1917 für den ehemaligen konservativen Unterhausabgeordneten Richard Chaloner geschaffen.
Heutiger Titelinhaber ist seit 1951 dessen Enkel Richard Chaloner, 3. Baron Gisborough.

## Liste der Barone Gisborough (1917)
- Richard Chaloner, 1. Baron Gisborough (1856–1938)
- Thomas Chaloner, 2. Baron Gisborough (1889–1951)
- Richard Chaloner, 3. Baron Gisborough (* 1927)

Titelerbe (Heir Apparent) ist der Sohn des aktuellen Titelinhabers, Hon. Thomas Chaloner (* 1961).